# 釋體証
釋體証（1957年—），生日因母親錯報，出家後索性將每年藥師佛誕法會的圓滿日訂為其生日。現為台灣南投琉璃山東方淨苑住持、養諄佛學院院長兼講師、台中假日佛學院院長兼講師、中華佛寺福臨文教慈善協會創辦人兼理事長、台灣南投縣佛教會理事、馬來西亞東方淨苑教育佛學社宗教導師。輔導過海內外近萬個癌症患者與憂鬱症患者。

## 生平

### 出家之前
體証法師生於台灣臺北縣雙溪鄉，父親跟隨國民政府撤退來台本為軍官後來因受傷改做煤礦工人，自幼家貧曾向母親發誓說:「即使桌子底下有一毛錢，用爬我都會撿回來給您。」後來法師真的成為商場女強人18歲時就開始當老闆經營螺絲公司、美容院、川菜館、西餐廳、賓館等年收入千萬新台幣，不料婚前法師發現手指上長了一個腫瘤，後來證實為惡性腫瘤並罹患了骨癌，只剩七個月壽命。
當時有人勸法師皈依、吃素、出家，不過法師還是照樣穿著貂皮大衣、背著名牌包、踩著高跟鞋抱著矇騙佛菩薩的心態上寺院。
最後病情每況愈下，有位出家眾勸法師禮拜藥師經「一字一拜」，但法師卻拿出商人本性討價還價最後只願意「一句一拜」，當法師散心漫意拜到藥師佛第五大願時，莫名其妙的在大殿上放聲大哭，這時法師才皈依佛門發願出家。

### 拜師
體証法師發願出家後卻沒有一個寺廟敢收一個癌末病人，最後她依止臺北縣新莊鎮覺明寺敬慧法師。在體証法師苦苦哀求下敬慧法師閉眼考慮了五分鐘說:「好吧!活該我欠你的。」允諾其皈依受戒。
第二天法師前往臺南縣琉璃寺在觀世音菩薩聖誕前夕圓頂，農曆九月三十日藥師佛聖誕時受沙彌尼戒。
出家後敬慧法師訓示「出家非搬家，好好思維，何謂真正的出家?」1986年法師將近億財產全數捐出佈施。
法師剛圓頂後父親便發瘋了，法師為了父親病情每日凌晨三點半拖著病體起床做大禮拜，並為父親禮拜梁皇寶懺父親這時才開始清醒過來。

### 創建東方淨苑
東方淨苑本來為300多坪的蘭花園園中的農舍為法師養病修養的地方，後來在信眾不斷捐助擴建下，1996年創立琉璃山東方淨苑作為宏揚藥師佛法的山頭道場，不料剛安座不到三年就遇上921大地震寺院幾乎全毀，體証法師與其弟子在樹下住了三個月過著沒水沒電的生活，後來更是顛沛流離住過小木屋、鐵皮屋、帳棚、組合屋、車庫，直到2003年寺院才正式重建完成。
- 道風 	 
  - 佛陀教法為依歸
  - 藥師教法為依止
  - 十二大願為本懷
  - 八大菩薩為導航
  - 藥叉大將為力行
  - 灑下人間為滿城
- 宗旨 	 
  - 以佛法度化人心
  - 以教育續佛慧命
  - 以慈善服務人群
  - 以共修淨化身心
- 精神 	 
  - 以菩薩為楷模
  - 以願行為力量
  - 以戒條為良師
  - 以度人為使命
- 信念 	 
  - 弘揚正法 上求下化
  - 恭敬三寶 維護佛教
  - 力行和合 僧俗平等
  - 自利利他 圓滿菩提
- 任務 	 
  - 給自己留下信仰，給人人留下慈悲
  - 給生命留下見証，給道場留下功德
  - 給眾生留下善緣，給未來留下願心
- 戒規 	 
  - 不說是非，不聽是非，
  - 不傳是非，是名佛子。

### 現況
體証法師經歷過數次的大手術，其他還有高血壓、糖尿病、末期C型肝炎、胃出血、血糖與甲狀腺等健康問題，不過法師曾說過「寧願為法而死，也不願意病死。」並希望有海水的地方就有藥師法門的流傳。
從1986年被醫生宣判只剩七個月壽命到現在法師多活了20餘年，至今仍然在台灣、馬來西亞、中國等地弘揚佛法、宣傳藥師法門，並輔導癌症病人與憂鬱症患者從未間斷。

## 著作
著作：《生命流轉的巷口》、《你相信嗎》、《生命的繁花》、《故事中的你我他》、《一百個為什麼我可以活下去》、《法雨甘露滴滴灑》、《消災延壽的密碼》。

## 外部連結
- 東方淨苑
- 體証師父部落格